# Lycodon fasciatus
Lycodon fasciatus, también conocida como serpiente lobo rayada, es una especie de serpiente del género Lycodon, de la familia de los colúbridos, que es originaria de Asia.

## Hallazgo y distribución
Fue descrita por primera vez por el naturalista británico, John Anderson en el año 1879; habita en la India (Assam), Birmania, Tailandia, Laos, Vietnam, Tíbet, suroeste de China (desde Yunnan y Guangxi hasta Hubei, y hacia el norte hasta Shaanxi, Gansu, Fujian y Sichuan).

## Hábitat y características
Es de hábitos nocturnos.